# Alfred Jeanroy
Alfred Marie Henri Gustave Jeanroy (Mangiennes, 5 juli 1859 – Saint-Jean, 4 maart 1953) was een Frans romanist, linguist in het Occitaans en hoogleraar aan de universiteit van Toulouse (1909-1909) en de Sorbonne Université in Parijs (1909-1934).

## Levensloop

### Leraar
Jeanroy volgde voortgezet onderwijs aan het college van Verdun, in het departement Meuse, en vervolgens aan het Lycée Louis-le-Grand in Parijs. Hij behaalde een baccalaureaat in de letteren en behaalde het diploma in hetzelfde vak aan de normaalschool (1878). In 1879 behaalde hij het diploma van licentiaat in de letteren en in 1881 het aggregaat voor het voortgezet onderwijs. Zijn leermeester Paul Meyer instrueerde hem in de nieuwe Franse filologie. 
Vanaf 1881 gaf Jeanroy les in het voortgezet onderwijs, wat hij combineerde met het volgen van lessen in de Ecole pratique des hautes étudies, een universitaire instelling binnen de Sorbonne. Jeanroy gaf les in het lyceum van Troyes (1881-1883), dit van Besançon (1883-1885) en het Collège Stanislas in Parijs (1885-1889).
In 1889 promoveerde hij tot doctor in de Romaanse letteren aan de Sorbonne in Parijs. Hiervoor legde hij twee doctorale dissertaties neer. De eerste thesis was in het Frans geschreven en behandelde de oorsprong van Franse lyrische poëzie in de middeleeuwen; de titel was Les origines de la poésie lyrique en France au Moyen âge; études de littérature française et comparée suivies de textes inédits. In de tweede thesis, in het Latijn geschreven, bestudeerde hij middeleeuwse dichters die lyrische gezangen uit Aquitanië imiteerden. De titel hiervan was De nostratibus Medii Aevi poetis qui primum lyrica Aquitaniae carmina imitati sint. 

### Hoogleraar
Deze twee doctoraten gaven Jeanroy toegang tot een academische carrière. In 1889 werd hij docent Franse literatuur aan de universiteit van Poitiers. In 1909 werd hij bevorderd tot hoogleraar Franse letteren aan de universiteit van Toulouse. Jeanroy volgde Antoine Thomas (1857-1935) op, die gespecialiseerd was in middeleeuws Frans en Occitaanse poëzie. Bij hem promoveerde Marie Elise Loke in juni 1906 als eerste Nederlander in het buitenland. Op vraag van Antoine Thomas werd Jeanroy zijn opvolger als directeur van het tijdschrift Annales du Midi, waarin hijzelf meermaals publiceerde.
Hij verliet de universiteit van Toulouse reeds in 1909 om benoemd te worden tot hoogleraar aan de Sorbonne Université, meer bepaald aan de faculteit der letteren. Jeanroy bekleede er de leerstoel Taal en literatuur in Zuid-Europa. Hij volgde er Emile Gebhart op. In 1911 werd Jeanroy adjunct-directeur voor Romaanse filologie van de Ecole pratique des hautes études, wat hij combineerde met de functie van directeur voor studies in de middeleeuwse literatuur.
Jeanroy werd een academische autoriteit in de poëzie der troubadours, en in het algemeen in het middeleeuws Frans en Occitaans. Hierover publiceerde hij meer dan zeshonderd artikels en meerdere boeken. Hij voerde een classificatie in van troubadours, namelijk dezen uit het idealistische kamp en dezen die hij realisten benoemde.
Jeanroy was lid van meerdere wetenschappelijke instellingen. Vanaf 1905 was hij corresponderend lid van de Académie des inscriptions et belles-lettres, op vraag van zijn leermeester Paul Meyer en vanaf 1922 zetelend lid. In Brussel nam de Académie royale des sciences, des lettres et des beaux-arts de Belgique hem op als geassocieerd lid (1932). Andere wetenschappelijke instellingen waar Jeanroy lid was, waren de Medieval Academy of America (vanaf 1927); de Academie van Wetenschappen van Turijn (vanaf 1937); de filologische afdeling van het Institut d’Estudis Catalans in Barcelona (vanaf 1945); de Reial Acadèmia de Bones Lletres van Barcelona en de Académie des Jeux Floraux in Toulouse. 
In 1912 ontving hij de Prix Bordin. 
In 1932 verkreeg hij het ereteken van officier in het Legioen van Eer. 
Jeanroy gaf gastcolleges aan de universiteiten van Edinburgh, Londen en Florence.